# چهل و هفت رونین وفادار
چهل و هفت رونین وفادار (به ژاپنی: 忠臣蔵 Chūshingura) فیلمی به سبک جیدای‌گکی (درام تاریخی) است که در سال ۱۹۵۸ منتشر شد.

## بازیگران
- کازوئو هاسه‌گاوا
- شینتارو کاتسو
- تسوروتا کوجی
- ماچیکو کیو
- فوجیکو یاماموتو
- چیکاگه آواشیما
- آیاکو واکائو
- تاکاشی شیمورا
- ایچیکاوا رایزو